# یکسان‌ژنی
واژۀ یکسان‌ژنی (syngenic یا syngeneic) (از کلمه یونانی برای بستگان) به معنای ژنتیکی یکسان یا به اندازه کافی یکسان و از نظر ایمنی سازگار است که امکان پیوند را فراهم کند. به عنوان مثال، ممکن است برای چیزی که از یک دوقلو همسان پیوند شده‌است استفاده شود. هنگامی که سلول‌ها از همان بیمار که روی آن استفاده می‌شود جمع‌آوری می‌شود، خودپیوندی نامیده می‌شود. پیوند یکسان‌ژنی به پیوندی گفته می‌شود که بین جانوران یا افراد ژنتیکی یکسان منتقل می‌شود. پیوند یکسان‌ژنی به عنوان پیوند همسان نیز شناخته می‌شود.
اصطلاحات وابسته عبارتند از:
خودژنی autogeneic که به خودپیوندی اشاره دارد که به آن اتوگرافت نیز گفته می‌شود (از یک بخش بدن به بخش دیگر در همان شخص)
دگرژنی allogeneic، به پیوند دگرژنی یا پیوند (از دیگر افراد از همان گونه‌ها) اشاره دارد.
بیگانه‌ژنی xenogeneic، به بیگانه‌پیوندی (از گونه‌های دیگر) اشاره دارد.